# Лейтман, Яков Израилевич
Яков Израилевич Лейтман (1907, Орша — 1980, Ленинград ) — советский учёный и ведущий специалист в области технологии военного вооружения и исходных продуктов для их производства. Доктор технических наук (1965), профессор.

## Биография
Родился 16 декабря 1907 года[по какому календарю?] в Орше.
В 1930 году окончил химическое отделение Ленинградского университета. С 1930 вёл работу на спецфаке в ЛТИ имени Ленсовета: на кафедре химии и технологии военного вооружения — ассистент (1930—1937),  аспирант (1930—1933), доцент (1937—1941 и 1946—1965), профессор (1966—1972), старший научный сотрудник (1972—1974).
Перед Великой Отечественной войной разработал сплав «Л» (сплав тротила и тринитроксилолов), который широко применялся для снаряжения ручных гранат. Во время войны служил в звании подполковника советником Наркома боеприпасов Б.Ванникова.
Совместно с сотрудниками кафедры он разработал процесс выделения бензола, толуола и ксилолов из катализатов риформинга экстрактивной ректификацией с «растворителем ЛТИ» (смесь динитроароматических углеводородов).
Производство «растворителя ЛТИ» было организовано в Красноуральске в 1963 году.